# Philautus ocellatus
Philautus ocellatus är en groddjursart som beskrevs av Liu, Hu in Liu, Hu, Fei och Huang 1973. Philautus ocellatus ingår i släktet Philautus och familjen trädgrodor. Inga underarter finns listade i Catalogue of Life.